# Kazimir Szeverinovics Malevics
Kazimir Szeverinovics Malevics (oroszul és ukránul: Казимир Северинович Малевич,lengyelül: Kazimierz Malewicz); (Kijev, 1879. február 23. (február 11. a régi orosz naptár szerint) – Leningrád, 1935. május 15.) lengyel-ukrán származású orosz–szovjet festő. Az absztrakt művészet jeles képviselője.

## Élete

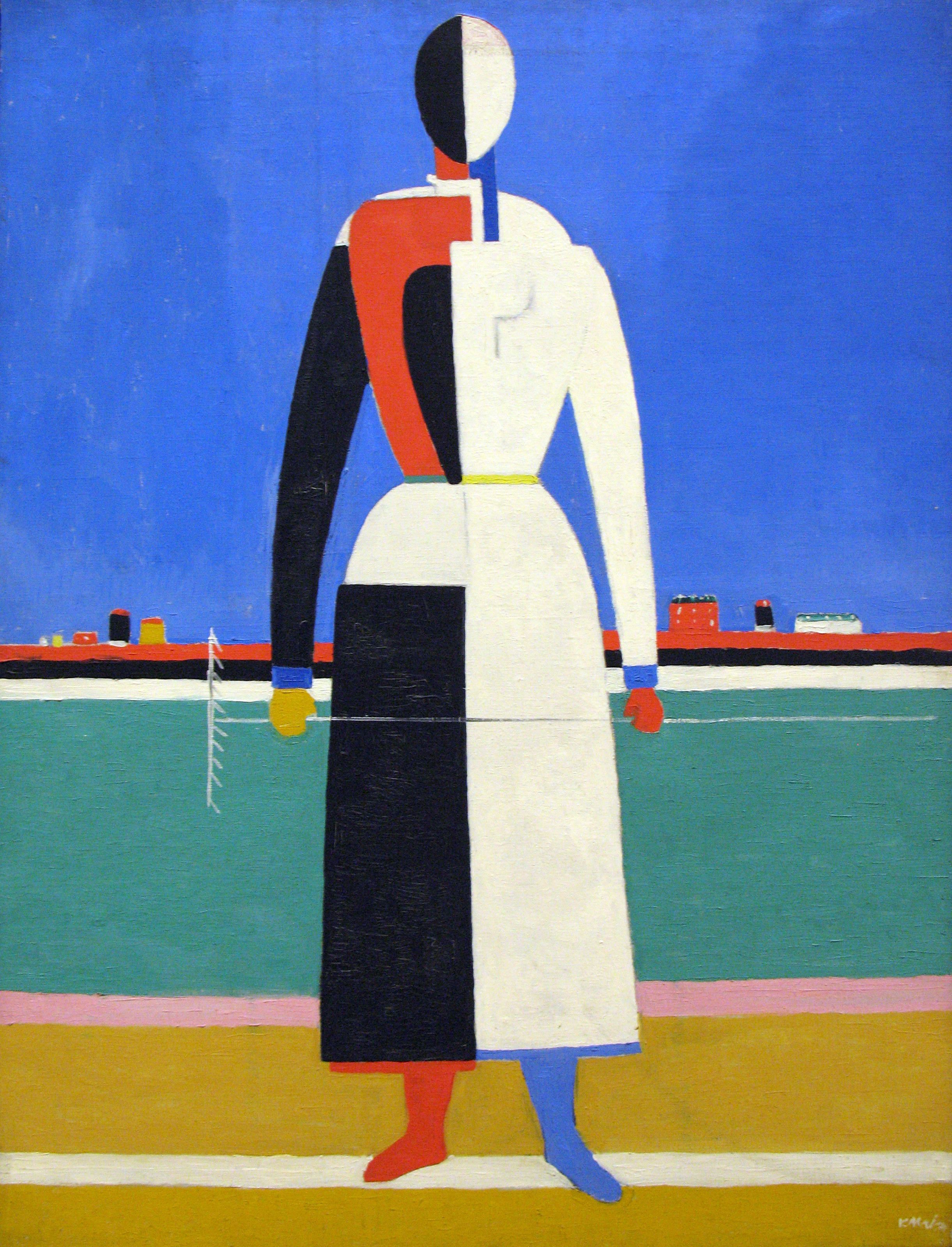
Nő gereblyével (1928/-32)

Malevics Kijevben született. Kijevben Fjodor Ivanovics Rerberg magániskolájában tanult festészetet, 1906-ban állított ki először, ekkor már fel is költözött Moszkvába. Malevics mindvégig a Szovjetunióban/Oroszországban élt és dolgozott. 1912-ben töltött egy rövid időt Párizsban. 1915/1916-ban közreadta Oroszországban szuprematista manifesztumát, A kubizmustól a szuprematizmusig címmel. A kommunizmus győzelme után a moszkvai akadémián tanított. 1926-ban kijutott Németországba, hogy szuprematista könyvének kiadását előkészítse, ezután Leningrádba tért vissza, s ott élte le életét szegénységben, feledésben. Szerencsésebb kortársai emigrációba vonultak, s töretlenül folytathatták képzőművészeti pályafutásukat (például Antoine Pevsner, Naum Gabo, Vaszilij Kandinszkij).

## Művészete

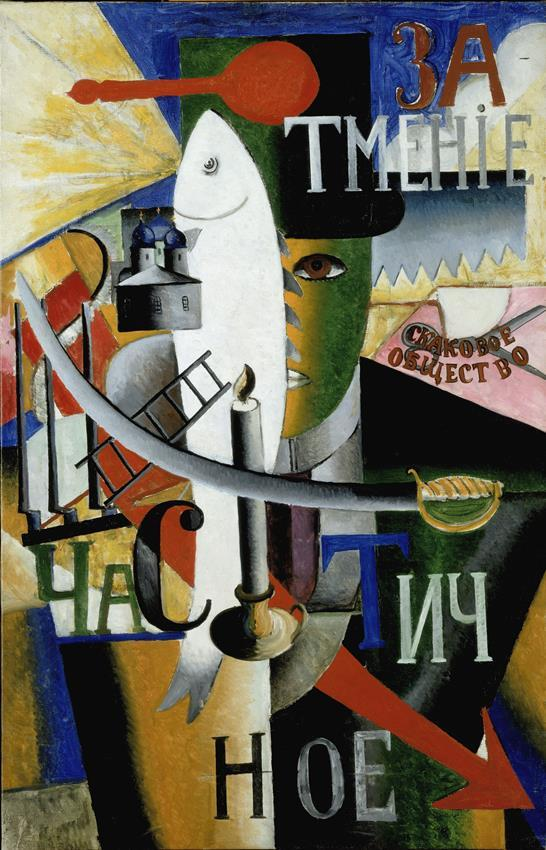
Egy angol Moszkvában

Kazimir Malevics festészetére kezdetben a posztimpresszionista irányzat, majd a fauves-ok és hamarosan a fauves mozgalomból kinövő kubisták hatottak, s adva volt számára a népművészet és az ikonfestészet motívum világa. A Káró Bubi művészcsoport tagjaként 1911-ben kubista műveket állított ki, ő lett az orosz kubista mozgalom vezetője. 1912-ben Léger stílusában festett, de nagyobb hangsúlyt helyezett a geometriai formákra, s nagyon hamar eljutott a teljes absztrakcióhoz. Első próbálkozása saját stílus alapítására az alogizmus (oroszul: fevralizmus) volt, tipikus példája az Egy angol Moszkvában c. kép. A geometrikus, kubizmushoz közel álló stílusban festett cilinderes úriember képéhez hasonló stílusban festett, össze-vissza lebegő, irreális térbeli viszonyban álló (azaz nem álló), egymással semmiféle látható logikai kapcsolatba nem hozható más tárgyak (pl. hal, létra, kard), valamint plakátfeliratszerű szófoszlányok társulnak. A szavak, térbeli viszonyok és más relációk hiánya és irrealitása érzékelteti a befogadóval az anti-kompozíció szándékos logikátlanságát, a Moszkvába tévedt idegen kétségbeejtően elveszett helyzetét – avagy próbálja lehetetlenné tenni a művészetet lealacsonyító értelmezési próbálkozásokat.
Malevics jó barátságban volt az orosz avantgárd írókkal, költőkkel, akik azután 1915-ben segítettek neki szuprematista manifesztumának megszerkesztésében, amely végül 1915/1916-ban jelent meg.
1913 körül eljutott a nonfiguratív festészetig, 1913. év vége elkészítette Moszkvában Fekete négyzet fehér alapon c. művét, amely 1915-ös bemutatóján nagy feltűnést keltett. Saját stílusirányzatát szuprematizmusnak nevezte el. Az 1915-ös szentpétervári futurista kiállításon mutatta be több e felfogás jegyében készített szuprematista festményét, köztük a Fekete négyzetet, amely a huszadik századi absztrakt festészet egyik alapműve. Malevics, Mondrian és Kandinszkij mellett a XX. századi absztrakt művészet egyik úttörője és jelentős képviselője.
1915-től haláláig elméleti írásokban is megfogalmazta a festészettel kapcsolatos gondolatait, tervezett könyvének címe: A tárgy nélküli világ (Die gegenstandslose Welt). Németül jelent meg 1927-ben, oroszul nem jelenhetett meg, tiltott volt. Az 1920-as évek közepétől Malevics kiállításokon sem szerepelhetett.

## Jelentősége

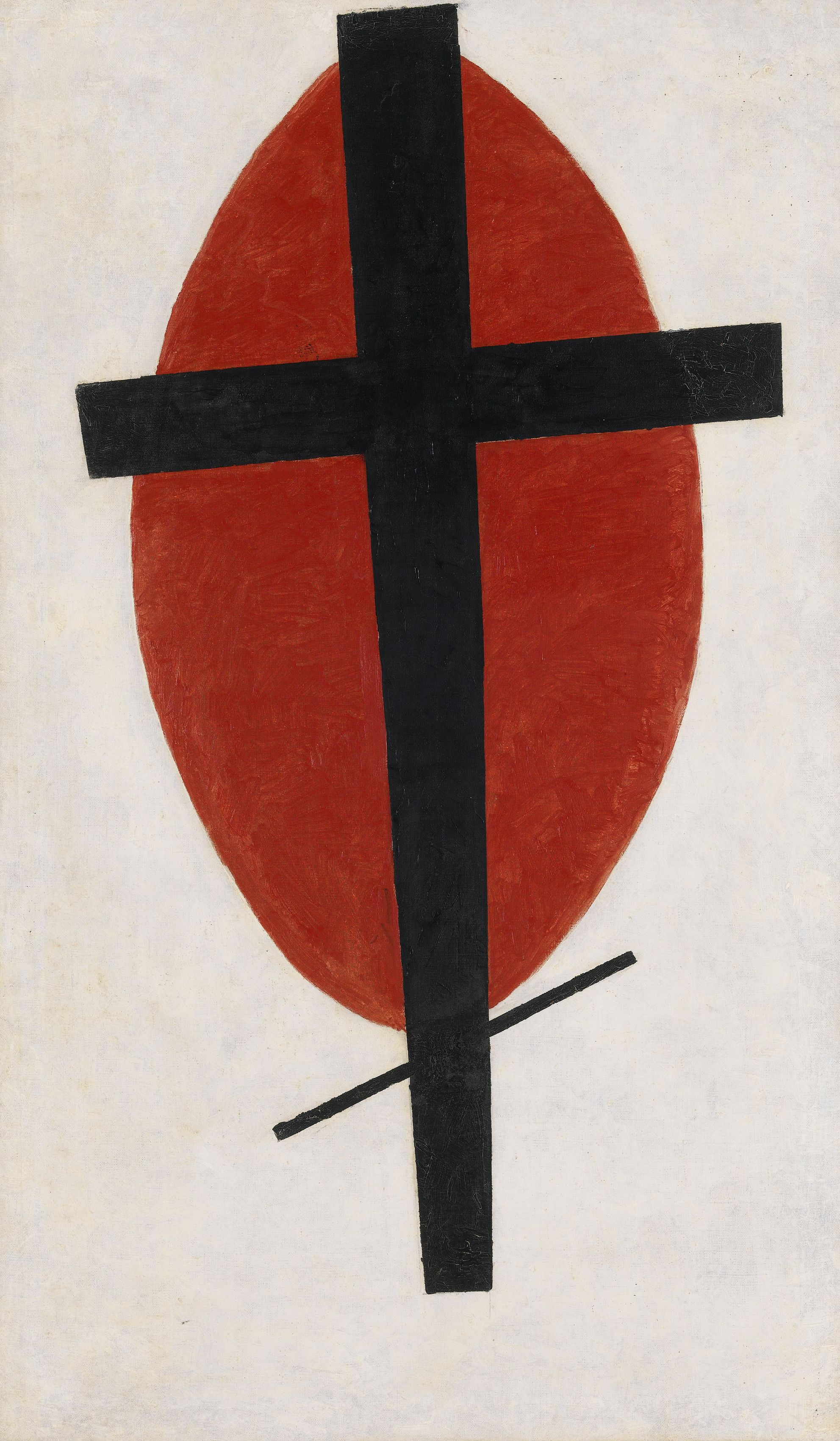
A fehér alapon vörös ellipszis, rajta fekete kereszt áthúzva 1927

Malevics a naiv, a posztimpresszionista, divizionista, expresszionista, kubista-futurista irányzatok végigfestése után a geometriai formák előtérbe helyezésével, a festészet eszközeivel eljutott a képzőművészeti tabula rasához. A kubizmust továbbgondolva a fejlődés egy új fonalát indította el – tiszta színekkel, geometriai formákkal, melyek immár/többé nem egy magasabb rendű forma (például egy arc, egy alak, egy váza) részeként, hanem önmagukként szerepeltek a képen (mint „vörös négyzet”). Saját művészetét is egyre radikálisabban továbbgondolta, így jutott el a Fehér alapon fehér négyzet című képéig, amely a művészetfejlődés és a művészetfilozófia, de a művészet és a közönség viszonyának történelmében is mérföldkő (Moszkvában állította ki először 1919-ben, ma a New York-i Modern Művészeti Múzeum őrzi.

## Hatása
Különbözőképpen, de nagy hatással volt az 1960-as évektől a magyarországi neoavantgárd festőkre, pl. El Kazovszkij, Konok Tamás, Nádler István festészetére, Nádlert A fehér alapon vörös ellipszis, rajta fekete kereszt áthúzva motívumai ragadták meg.

## Fő művei
- 1913[2]Fekete négyzet fehér alapon (Olaj, vászon, 79x79.5 cm; Állami Tretyjakov Galéria, Moszkva)
- 1914 Egy angol Moszkvában (Olaj, vászon)
- 1915 Vörös négyzet : egy parasztasszony vizuális realizmusa két dimenzióban. (Olaj, vászon, 53 x 53 cm; Orosz Múzeum, Szentpétervár)
- 1915 Szuprematizmus : kék háromszöggel és fekete négyzettel (Olaj, vászon, 66.5 x 57 cm; Stedelijk Múzeum, Amszterdam)
- 1915 Szuprematizmus : foci a negyedik dimenzióban (Olaj, vászon, 70 x 44 cm; Stedelijk Múzeum, Amszterdam)
- 1919 Fehér négyzet fehér alapon (A Modern Művészet Múzeuma, New York)
- 1920 Fekete kereszt (Olaj, vászon, 106 x 106 cm; Orosz Múzeum, Szentpétervár)
- 1920 Fekete kör (Olaj, vászon, 105 x 105 cm; Orosz Múzeum, Szentpétervár)
- 1921-27 Szuprematizmus : (fehér alapon vörös ellipszis, rajta fekete kereszt áthúzva) (Olaj, vászon, 100.5 x 60 cm; Stedelijk Múzeum, Amszterdam)

## Galéria

### Szuprematista képei

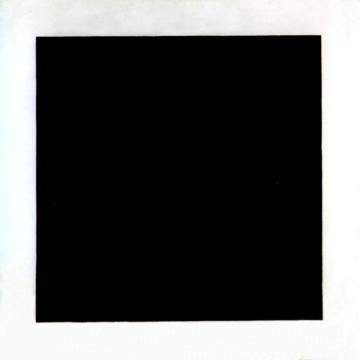
Fekete négyzet (1915)
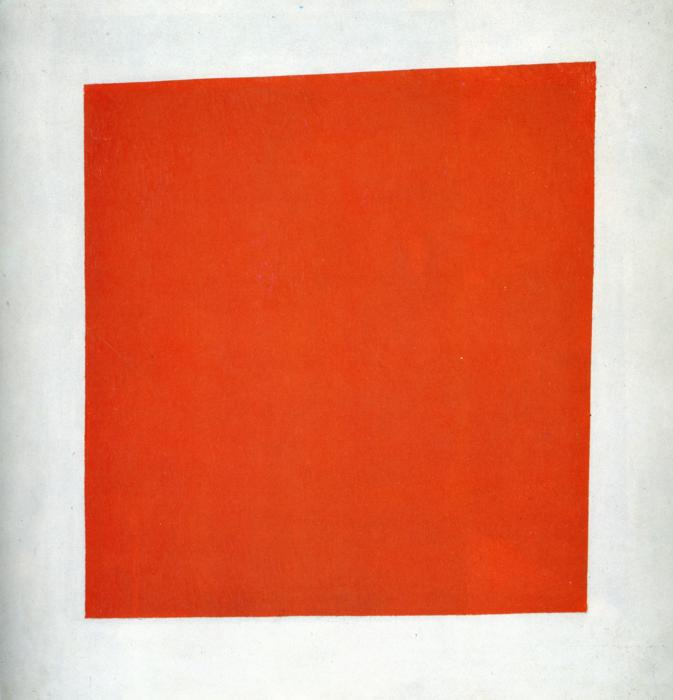
Vörös négyzet fehér alapon (1915)
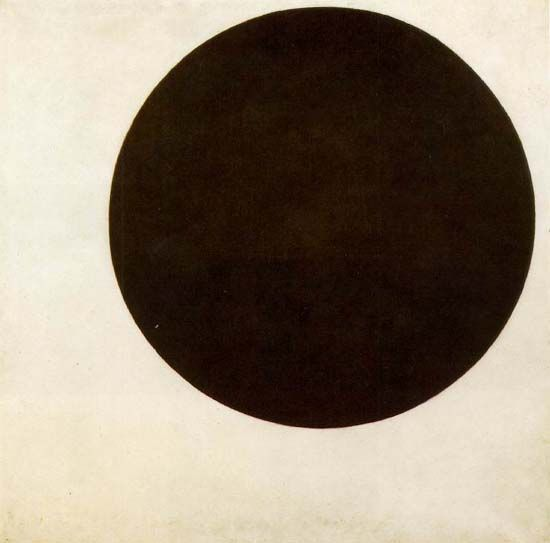
Fekete kör (1920)
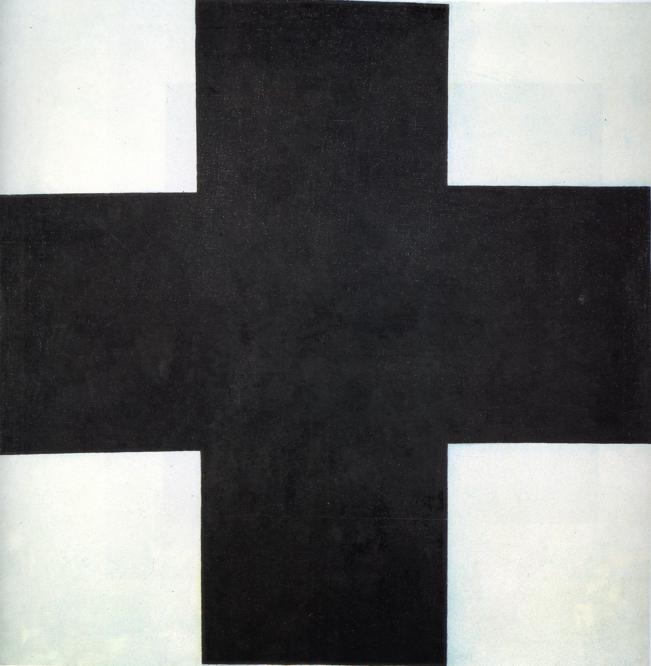
Fekete kereszt (1920)

### Szuprematista kompozíciók

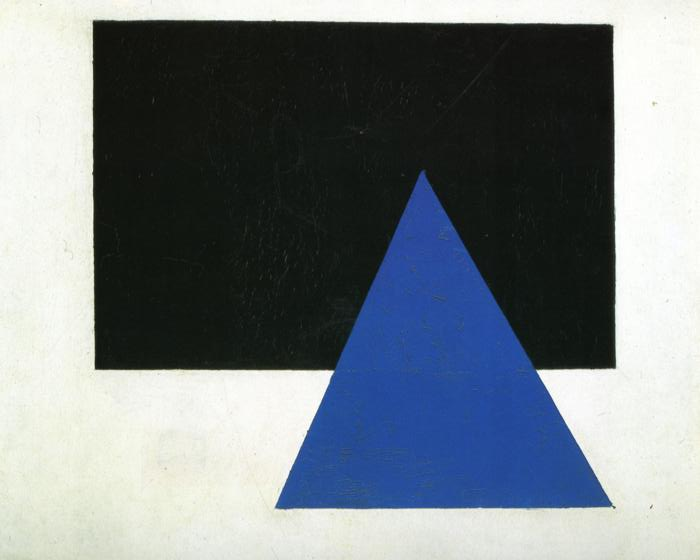
Szuprematizmus kék háromszöggel és fekete négyzettel[3] (1915)
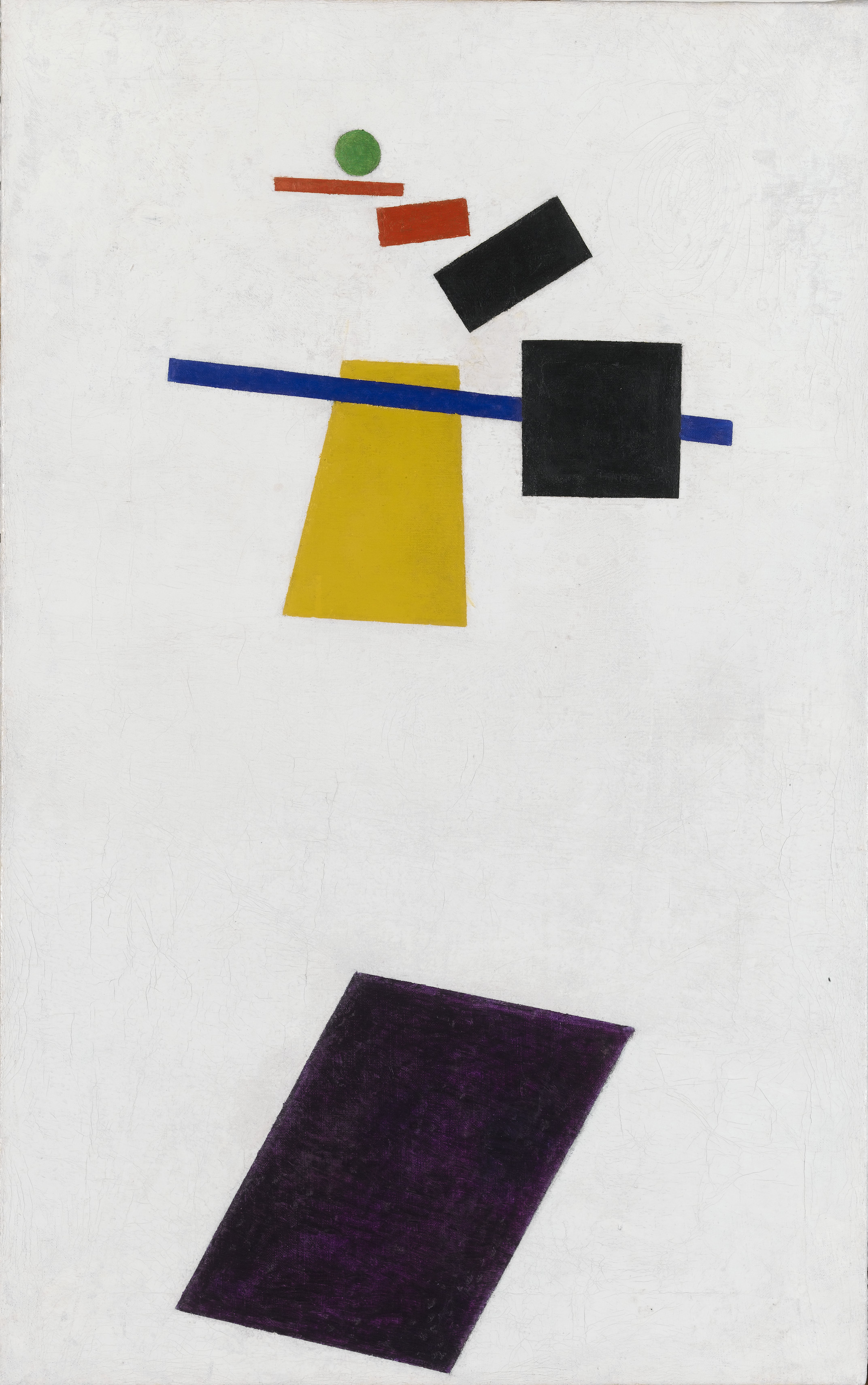
Szuprematizmus. Foci a negyedik dimenzióban (1915)
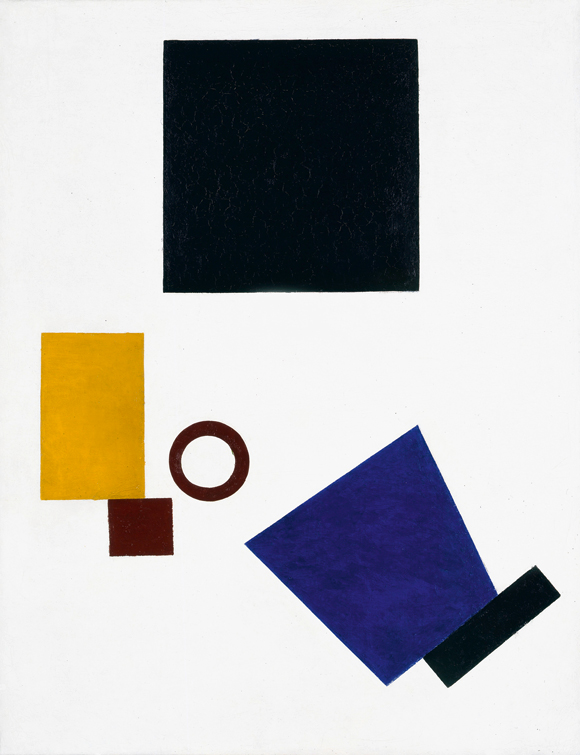
Kétdimenziós önarckép (1915)
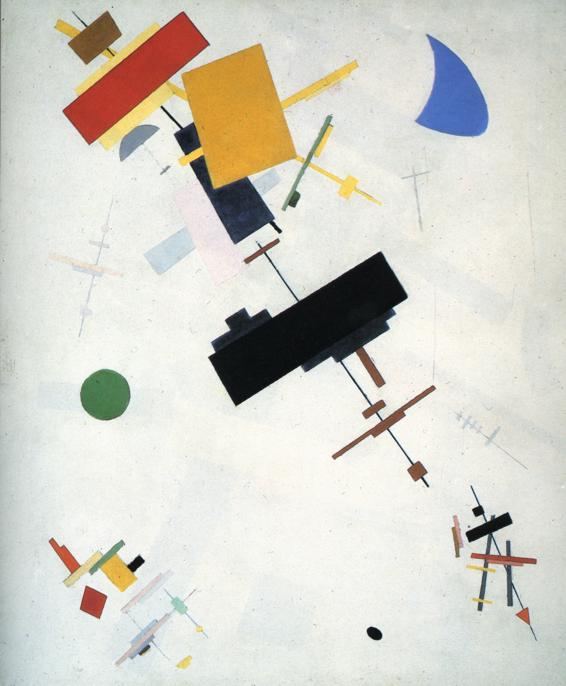
Szuprematizmus (1915)

## Malevics könyve magyarul
- A tárgynélküli világ (Die gegenstandslose Welt); előszó Stephan V. Wiese, utószó: Körner Éva, ford. Forgács Éva; Corvina, Bp., 1986. XVIII, 182 o. ill. ISBN 963-13-2185-1 [Megjegyzés: Az 5-100. oldal tipográfiája a „Bauhausbücher” 11. köt. Moholy-Nagy László munkája nyomán készült, a meg nem jelent orosz kiadás eredeti szövege a kézirat alapján 101-160. o.]